# Novîi Irjaveț, Orjîțea
Novîi Irjaveț (în ucraineană Новий Іржавець) este un sat în comuna Ciutivka din raionul Orjîțea, regiunea Poltava, Ucraina.

## Demografie
Componența lingvistică a localității Novîi Irjaveț
     Ucraineană (98,53%)
     Rusă (1,47%)
Conform recensământului din 2001, majoritatea populației localității Novîi Irjaveț era vorbitoare de ucraineană (98,53%), existând în minoritate și vorbitori de rusă (1,47%).